# Alemania Oriental en los Juegos Olímpicos de Lake Placid 1980
Alemania Oriental estuvo representada en los Juegos Olímpicos de Lake Placid 1980 por un total de 53 deportistas que compitieron en 8 deportes.  
El portador de la bandera en la ceremonia de apertura fue el patinador artístico Jan Hoffmann.

## Medallistas
El equipo olímpico de Alemania Oriental obtuvo las siguientes medallas:
| Nombre                                                                   | Deporte               | Competición        |
| ------------------------------------------------------------------------ | --------------------- | ------------------ |
| Oro                                                                      |                       |                    |
| Frank Ullrich                                                            | Biatlón               | 10 km M            |
| Meinhard Nehmer Bernhard Germeshausen Bogdan Musiol Hans-Jürgen Gerhardt | Bobsleigh             | Cuádruple M        |
| Ulrich Wehling                                                           | Combinada nórdica     | Individual M       |
| Barbara Petzold                                                          | Esquí de fondo        | 10 km F            |
| Marlies Rostock Carola Anding Veronika Hesse-Schmidt Barbara Petzold     | Esquí de fondo        | 4 × 5 km F         |
| Bernhard Glass                                                           | Luge                  | Individual M       |
| Hans Rinn Norbert Hahn                                                   | Luge                  | Doble M            |
| Anett Pötzsch                                                            | Patinaje artístico    | Individual F       |
| Karin Kania-Enke                                                         | Patinaje de velocidad | 500 m F            |
| Plata                                                                    |                       |                    |
| Frank Ullrich                                                            | Biatlón               | 20 km M            |
| Mathias Jung Klaus Siebert Frank Ullrich Eberhard Rösch                  | Biatlón               | 4 × 7,5 km M       |
| Bernhard Germeshausen Hans-Jürgen Gerhardt                               | Bobsleigh             | Doble M            |
| Melitta Sollmann                                                         | Luge                  | Individual F       |
| Jan Hoffmann                                                             | Patinaje artístico    | Individual M       |
| Sabine Becker                                                            | Patinaje de velocidad | 3000 m F           |
| Manfred Deckert                                                          | Saltos en esquí       | Trampolín normal M |
| Bronce                                                                   |                       |                    |
| Eberhard Rösch                                                           | Biatlón               | 20 km M            |
| Meinhard Nehmer Bogdan Musiol                                            | Bobsleigh             | Doble M            |
| Horst Schönau Roland Wetzig Detlef Richter Andreas Kirchner              | Bobsleigh             | Cuádruple M        |
| Konrad Winkler                                                           | Combinada nórdica     | Individual M       |
| Manuela Mager Uwe Bewersdorf                                             | Patinaje artístico    | Parejas            |
| Sylvia Albrecht                                                          | Patinaje de velocidad | 1000 m F           |
| Sabine Becker                                                            | Patinaje de velocidad | 1500 m F           |